# تپه کانی سهراب
تپه کانی سهراب مربوط به هزاره دوم و۱ قبل از میلاد است و در شهرستان سقز، بخش مرکزی، روستای قبله بلاغی واقع شده و این اثر در تاریخ ۲۵ اسفند ۱۳۸۰ با شمارهٔ ثبت ۵۱۱۲ به‌عنوان یکی از آثار ملی ایران به ثبت رسیده است.